# Casa del doctor James Bell
La Casa del doctor James Bell (en inglés, Dr. James Bell House), también conocida como la Casa Bell-Williams, es una casa histórica ubicada en 1822 E. 89th Street en Cleveland, la ciudad más poblada del estado de Ohio (Estados Unidos). Diseñado por el destacado arquitecto local George J. Hardway para el dentista James Bell, se completó en 1901. La casa es un ejemplo de la reacción del área de Cleveland a fines del siglo XIX contra la alta arquitectura victoriana, utilizando elementos de la arquitectura de estilo Románico richardsoniano para crear un estilo severo y altamente individualizado.
Fue agregada incluida en el Registro Nacional de Lugares Históricos el 16 de octubre de 1986. Es una propiedad contribuidora del Distrito Histórico de East 89th Street, que se agregó al Registro Nacional de Lugares Históricos el 26 de mayo de 1988.

## Historia
James Richard Bell fue un dentista en Cleveland a finales del siglo XIX y principios del XX. En 1900, le encargó al arquitecto local George J. Hardway que diseñara una gran residencia en E. 89th Street en el cuadrante sureste del vecindario Hough, una de las áreas habitadas más antiguas de la ciudad y que en ese momento estaba habitada principalmente por residentes blancos, de clase media y de clase media alta.
El bloque en el que Bell eligió construir se construyó con una serie de grandes residencias durante los últimos 30 años, que van desde el estilo italianizante hasta el extremadamente elaborado estilo Reina Ana. Los cada vez más elaborados adornos de la arquitectura victoriana habían caído en desgracia entre los propietarios y arquitectos del noreste de Ohio a finales de la década de 1890, y Bell y Hardway acordaron una casa que era simple hasta el punto de ser severa.
La Casa Bell es en gran parte de estilo románico richardsoniano. Sin embargo, se desvía de este estilo con una masa contemporánea y paredes exteriores lisas. La estructura de tres pisos está construida de piedra y ladrillo. El frente de la casa es aproximadamente cuadrado, con un hastial orientado al este, una sola buhardilla en el lado sur y un techo inclinado. Las ventanas del tercer piso están rematadas por arcos de piedra circular, con losas de piedra que constituyen el dintel y el antepecho de las ventanas del primer y segundo piso. 
Un porche de piedra rústica con marquesina proporcionaba la entrada a la casa. La sección central de profundidad estrecha de la casa presenta ventanas miradorpoligonales en los tres pisos en el lado sur. Esta proyección está coronada por un techo a cuatro aguas. El lado norte de la sección central es esencialmente una buhardilla de triple ancho o hastial orientada al norte, con un techo a dos aguas. La parte trasera, que es casi tan grande como la sección frontal, vuelve a la planta cuadrada, aunque presenta dos buhardillas en el lado norte y ninguna en el sur. La casa originalmente tenía 12 habitaciones, cuatro baños y un salón de baile en el tercer piso. En la década de 1970, se dividió el salón de baile y la casa ahora tiene 21 habitaciones.
Bell ocupó la casa hasta su muerte en 1912, cuando la heredó su esposa  Anna Roeder Bell. Esta murió en 1940, y legó la casa a su hija, Frieda Meriam, que a su vez murió en 1942. Un año después la compró John A. Smith. En 1947, pertenecía a la familia Sabo, y en 1948 a la familia Jaskell. En 1956, era propiedad de Enoch Spence, quien se la vendió en 1961 a Harold C. Scheunemann, quien a su vez se la vendió a Raymond Beedlow en 1966.
El vecindario de Hough se convirtió en un área afroamericana muy pobre en 1960. En mayo de 1968, la mansión fue comprada por la Fundación Berry. Se convirtió en el hogar de la Residencia Juvenil Martin Luther King, una residencia para jóvenes negros con problemas. El salón de baile probablemente se convirtió en dormitorios en esta época. A principios o mediados de la década de 1970, la casa de jóvenes cerró y la Iglesia Comunitaria de Lee Heights alquiló la estructura para que la usara The Straight-up Half-Way House, una residencia de transición para alcohólicos, delincuentes y drogadictos.
La Fundación Berry vendió la casa en 1979 a un propietario privado, Margaret J. Williams.
Debido a que ejemplifica la reacción arquitectónica local a los excesos de la arquitectura victoriana, la casa se agregó al Registro Nacional de Lugares Históricos el 16 de octubre de 1986. La Comisión de Monumentos de Cleveland también nombró a Cleveland Landmark, con el nombre de Bell-Williams House.